# The Painted Bird (John Zorn)
The Painted Bird est le quatrième album du trio Simulacrum à sortir en l'espace de 12 mois. Le trio est ici augmenté de Kenny Wollesen, au vibraphone, et de Ches Smith, aux percussions sur 2 titres. Comme pour les précédents albums du trio, John Zorn compose, arrange et dirige une musique qui transcende les genres, jazz, métal, improvisation, atonalité.

## Titres
| No | Titre     | Durée |
| -- | --------- | ----- |
| 1. | Snakeskin | 7:46  |
| 2. | Plague    | 2:58  |
| 3. | Ravens    | 3:52  |
| 4. | Comet     | 3:21  |
| 5. | Cinders   | 3:23  |
| 6. | Nettles   | 3:07  |
| 7. | Night     | 5:19  |
| 8. | Spike     | 3:28  |
| 9. | Missal    | 4:20  |

## Personnel
- Kenny Grohowski - batterie
- Matt Hollenberg - guitare
- John Medeski - orgue

Invités
- Kenny Wollesen - vibraphone
- Ches Smith - congas (7), tambour vaudou (8)